# Хедвиг Елизабет Шарлота фон Холщайн-Готорп
Хедвиг Елизабет Шарлота фон Холщайн-Готорп (на немски: Hedwig Elisabeth Charlotta von Schleswig-Holstein-Gottorf) от фамилията Холщайн-Готорп от Дом Олденбург е чрез женитба кралица на Швеция (1809 – 1818) и Норвегия (1814 – 1818). Официалното ѝ име е Шарлота.

## Биография
Родена е на 22 март 1759 година в Ойтин, Княжетсво-епископство Любек. Дъщеря е на Фридрих Август фон Шлезвиг-Холщайн-Готорп (1711 – 1785), княжески епископ на Любек и херцог на Холщайн-Готорп и Олденбург, и съпругата му ландграфиня Улрика Фридерика Вилхелмина фон Хесен-Касел (1722 – 1787). Тя е племенница на шведския крал Адолф Фредерик и братовчедка на руската императрица Екатерина II Велика.
Хедвиг Елизабет Шарлота се омъжва на 15 години на 7 юли 1774 г. в Стокхолм за братовчед си Карл (* 7 октомври 1748; † 5 февруари 1818), херцог на Сьодерманланд и бъдещ крал на Швеция от 1809 до 1818 г. под името Карл XIII, също така крал на Норвегия от 1814 до 1818. Те имат две деца, които умират като бебета:
- дъщеря фон Холщайн-Готорп (*/† 2 юли 1797)
- Карл Адолф фон Холщайн-Готорп принц на Швеция (* 4 юли 1798 в Стокхолм; † 10 юли 1798)

Хедвиг Елизабет Шарлота е известна с нейния „дневник“ от 7000 страници за периода от 1775 до 1817 г.
Умира на 20 юни 1818 г. в Стокхолм на 59-годишна възраст. Погребана е в църквата в Ридархолмен.